# Phan Văn Quý
Phan Văn Quý sinh năm 1954 tại Nghệ An, là Đại biểu Quốc hội khóa XIII thuộc Đoàn ĐBQH tỉnh Nghệ An và là Ủy viên Uỷ ban Pháp luật của Quốc hội.
Ông nhập ngũ cuối năm 1971 và được phong tặng danh hiệu Anh hùng Lực lượng Vũ trang nhân dân năm 1976. Chiếc xe Zil 157 do ông lái trên tuyến đường Trường Sơn hiện đang được trưng bày tại Bảo tàng ngành Hậu cần Quân đội nhân dân Việt Nam.
Công ty cổ phần Tập đoàn Thái Bình Dương do ông sáng lập hiện là sáng lập viên của 3 tổ chức xã hội, từ thiện gồm: Quỹ cộng đồng phòng tránh thiên tai, Quỹ Tâm Tài Nghệ An và Hội Hỗ trợ gia đình Liệt sĩ Việt Nam.